# Apenesia elela
Apenesia elela (лат. ) — вид ос-бетилид рода Apenesia из подсемейства Pristocerinae (Chrysidoidea, Hymenoptera). Центрально-африканская Республика.

## Распространение
Афротропика (ЦАР).

## Описание
Мелкие осы-бетилиды. Длина тела около 4 мм. Длина переднего крыла самцов 3,2 мм. 
Тело коричневое, усики к вершине темнее, метасома коричневая, жвалы и ноги желтоватые. Жвалы с 3 апикальными зубцами. 
Голова шире, чем мезосома. Усики 12-члениковые. Нижнечелюстные щупики 4-члениковые, а нижнегубные состоят из 3 сегментов.
Вид был впервые описан в 2020 году бразильскими гименоптерологами Isabel D.C.C. Alencar (Instituto Federal de Educação, Ciência e Tecnologia do Espírito Santo, Витория, Эспириту-Санту, Бразилия) и Celso O. Azevedo (Universidade Federal do Espírito Santo, Departamento de Biologia, Эспириту-Санту, Бразилия).